# Hyllus ghanensis
Espèce
Hyllus ghanensis est une espèce d'araignées aranéomorphes de la famille des Salticidae.

## Distribution
Cette espèce est endémique de la région des Savanes au Ghana,. Elle se rencontre vers Damongo.

## Description
La carapace des femelles mesure de 2,1 à 2,4 mm de long sur de 1,5 à 1,8 mm et l'abdomen de 2,3 à 2,5 mm de long sur de 1,7 à 1,8 mm.

## Systématique et taxinomie
Cette espèce a été décrite par Wawer et Wesołowska en 2025.

## Étymologie
Son nom d'espèce, composé de ghan[a] et du suffixe latin -ensis, « qui vit dans, qui habite », lui a été donné en référence au lieu de sa découverte, le Ghana.

## Publication originale
- Wawer & Wesołowska, 2025 : « Jumping spiders from Ghana collected by J. Prószyński (Araneae: Salticidae). » Annales Zoologici, vol. 75, no 2, p. 599-628.